# 福井正興
福井 正興（ふくい まさおき)は福寿園代表取締役社長(9代目)。日本青年会議所の第60代会頭。

## 来歴
1971年に京都府で生まれる。1994年同志社大学商学部卒業後、同年4月株式会社福寿園入社。入社後2年間は農林水産省 野菜・茶業試験場にてお茶づくりの基礎を学んだ。2001年京都青年会議所に入会。2008年には理事長に就任。翌年の2009年と2010年には日本青年会議所副会頭に就任。その翌年の2011年には日本青年会議所会頭に就任した。2012年には日本青年会議所の直前会頭に就任した。その後は福寿園の専務取締役営業本部長や同社代表取締役副社長等を歴任後2013年5月、同社代表取締役社長に9代目として就任。近年はお茶の販売店だけでなく、お茶づくり体験ができる施設やお茶を使った飲食店なども運営している。2023年度の日本青年会議所シニアクラブ相談役になった。